# Salwa Idrissi Akhannouch
Salwa Idrissi Akhannouch là một nữ doanh nhân người Ma-rốc sinh ra ở Casablanca, con gái của Boulajoul Idrissi, một gia đình Berber, đến từ ngôi làng nhỏ của Aguerd-Okish, Tafraout. Cô là người sáng lập và CEO của Tập đoàn Aksal-Morocco Mall, và là vợ của Aziz Akhannouch, một doanh nhân giàu có.
Salwa Idrissi được thừa hưởng gia tài lớn từ ông nội của cô, ông Ahmed Ahmed Benlafkih, một doanh nhân thống trị thương mại Ma-rốc vào những năm 1960. Tập đoàn Aksal sở hữu 50% của Morocco Mall, trung tâm mua sắm lớn thứ hai ở châu Phi, được xây dựng với chi phí hơn 240 triệu đô la vào năm 2007. Aksal cũng sở hữu quyền nhượng quyền duy nhất cho một số thương hiệu hàng đầu ở Morocco, bao gồm Zara, Banana Republic, Pull & Bear và Gap.